# Toshiki Ishikawa
Toshiki Ishikawa (石川 俊輝 Ishikawa Toshiki?, Saitama, 10 de julio de 1991) es un futbolista japonés que juega como centrocampista en el Omiya Ardija de la J3 League.

## Trayectoria

### Clubes
| Club                    | País  | Año       |
| ----------------------- | ----- | --------- |
| Shonan Bellmare         | Japón | 2014-2018 |
| Omiya Ardija            | Japón | 2019-     |
| Ventforet Kofu (cedido) | Japón | 2022      |

## Palmarés

### Títulos nacionales
| Título             | Club            | País  | Año  |
| ------------------ | --------------- | ----- | ---- |
| J2 League          | Shonan Bellmare | Japón | 2014 |
| J2 League          | Shonan Bellmare | Japón | 2017 |
| Copa J. League     | Shonan Bellmare | Japón | 2018 |
| Copa del Emperador | Ventforet Kofu  | Japón | 2022 |
| J3 League          | Omiya Ardija    | Japón | 2024 |